# IC 2221
IC 2221 ist eine elliptische Galaxie vom Hubble-Typ E0 im Sternbild Luchs am Nordsternhimmel. Sie ist schätzungsweise 1.2 Milliarden Lichtjahre von der Milchstraße entfernt.
Das Objekt wurde am 28. Februar 1900 von Stéphane Javelle entdeckt.